# Nereivelia
Nereivelia is een geslacht van wantsen uit de familie van de Mesoveliidae (Bladlopers). Het geslacht werd voor het eerst wetenschappelijk beschreven door J. Polhemus & D. Polhemus in 1989.

## Soorten
Het genus bevat de volgende soorten:
- Nereivelia murphyi J. Polhemus & D. Polhemus, 1989
- Nereivelia polhemorum Yang & Murphy, 2011